# Thomas Moran
Pour les articles homonymes, voir Moran.
Thomas Moran (né le 12 février 1837 à Bolton en Angleterre et mort le 25 août 1926 à Santa Barbara en Californie) est un peintre américain de l'Hudson River School qui a souvent peint les Montagnes Rocheuses. La vision de Thomas Moran des paysages de l'Ouest américain fut déterminante pour la création du parc national de Yellowstone. Ses peintures qui avaient saisi la grandeur et la diversité des paysages de Yellowstone furent présentées au Congrès américain par les initiateurs du projet du parc.

## Biographie
Bien que né en Angleterre, c'est en Amérique qu'il fait ses premiers pas d'artiste. Dès l'adolescence, il est apprenti dans une firme de gravure sur bois de Philadelphie, mais s'intéresse très tôt à l'aquarelle. Au milieu des années 1850, il gagne sa vie comme illustrateur. Le peintre américain James Hamilton (1819-1878) lui fait alors connaître l'œuvre du grand maître britannique J. M. W. Turner. En 1862, le jeune Moran entreprend un voyage en Angleterre pour approfondir sa connaissance des techniques picturales de Turner, dont l'influence sera décisive dans le choix des couleurs et des paysages de ses tableaux ultérieurs.
On fait parfois référence à Thomas Moran, avec Albert Bierstadt, Thomas Hill et William Keith, comme aux membres de l'école des Montagnes rocheuses, à cause des nombreux paysages de l'Ouest peints par ce groupe.
La Thomas Moran House à East Hampton est un National Historic Landmark. Le mont Moran dans le parc national du Grand Teton est nommé en son honneur.
Un de ses tableaux, The Three Tetons (1895), de la collection de la Maison Blanche a été accroché dans le bureau ovale sous la présidence de Barack Obama.

## Galerie

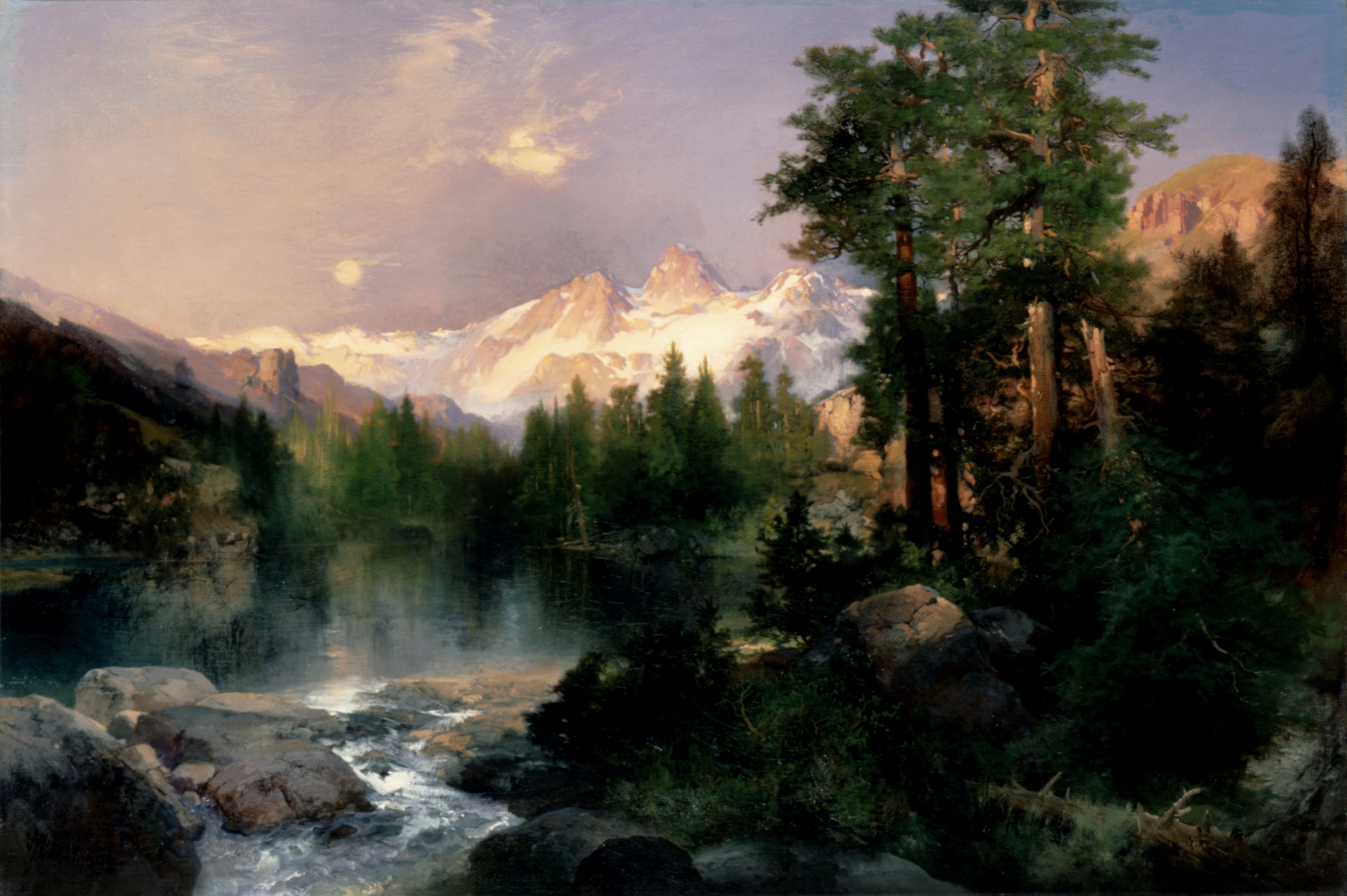
The Tree Tetons, 1895, dont une réplique se trouve dans le Bureau ovale.
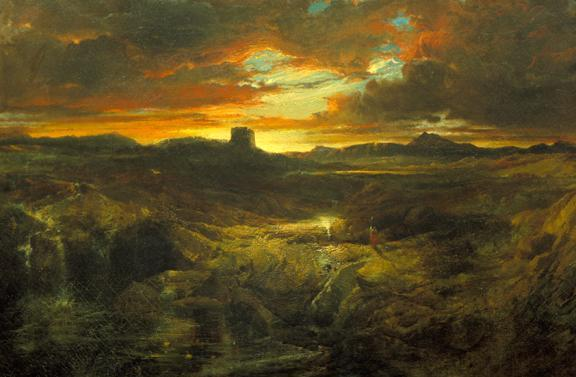
Childe Roland to the Dark Tower Came, 1859, collection particulière
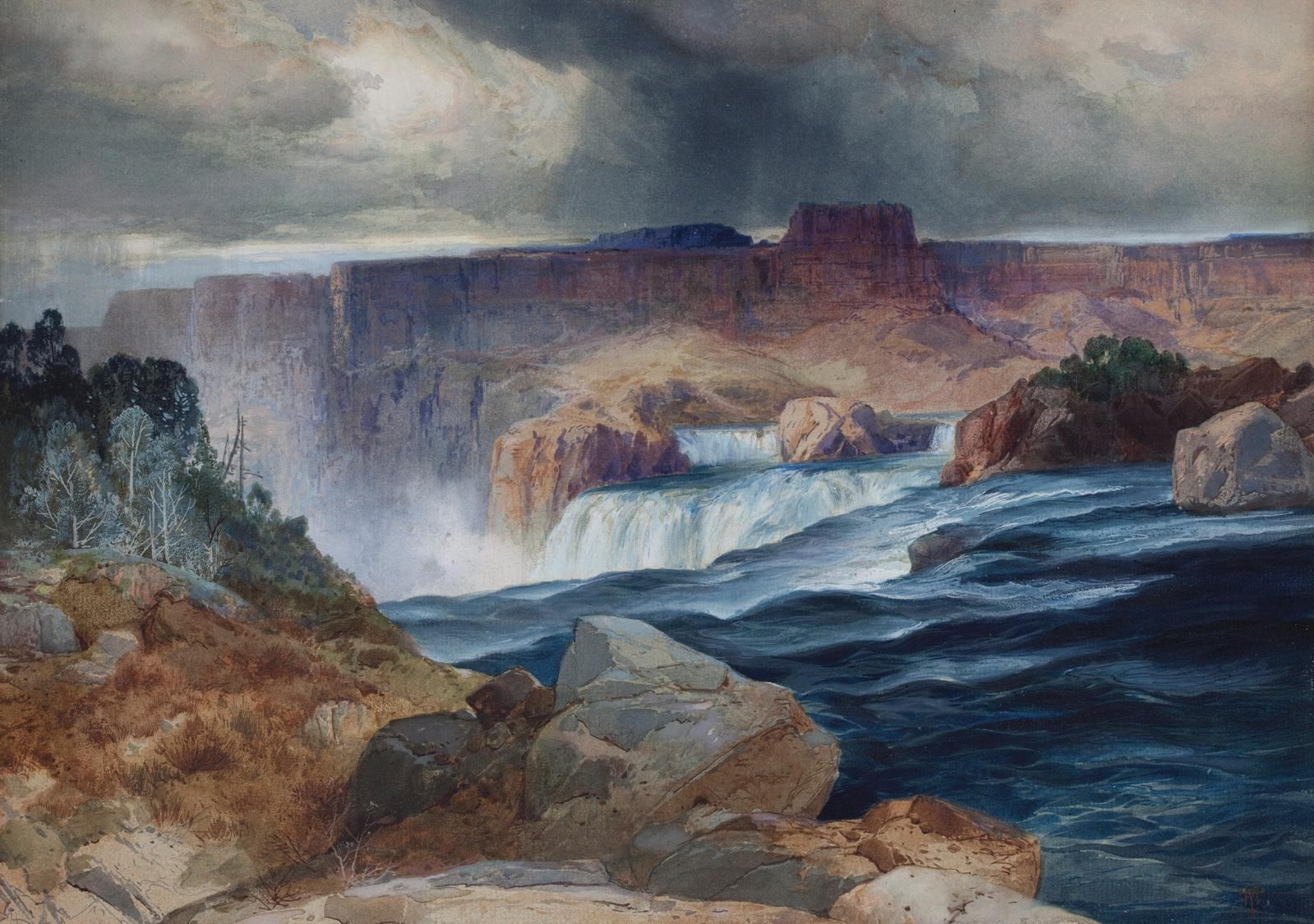
Shoshone Falls,Snake River, Idaho, vers 1875, Chrysler Museum of Art, Norfolk (Virginie)
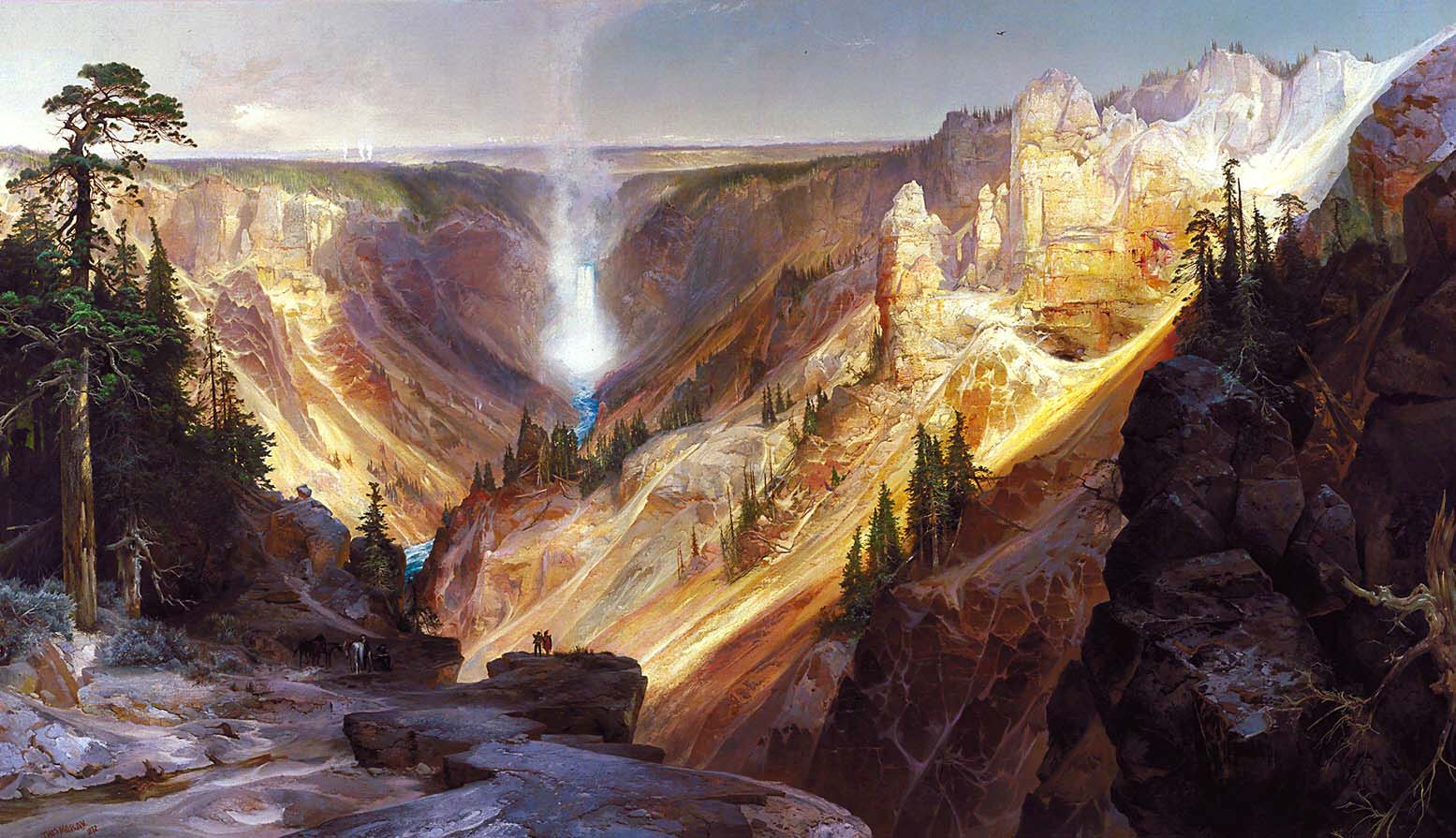
The Grand Canyon of the Yellowstone, 1872, Smithsonian American Art Museum, Washington

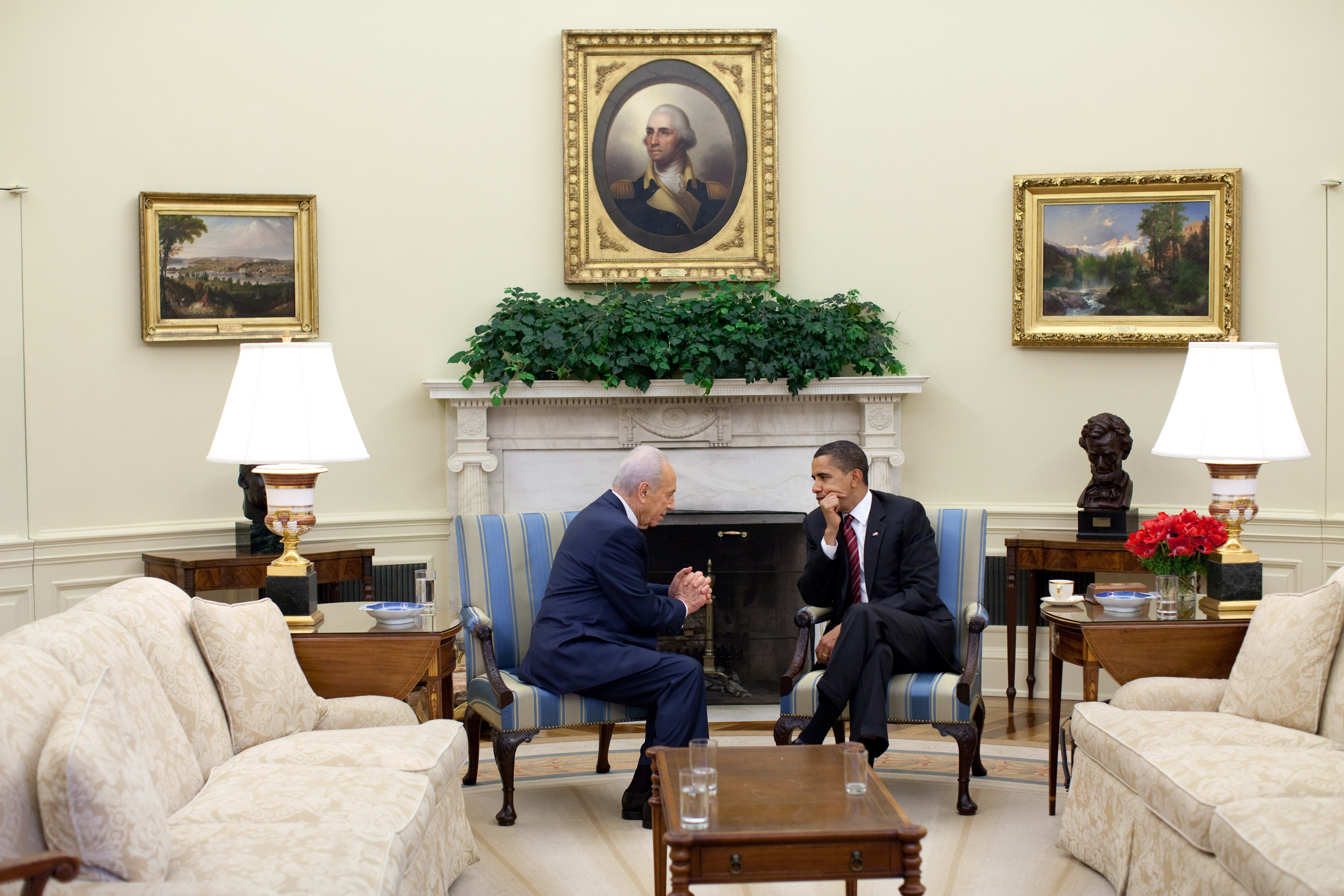
The Three Tetons (1895) dans le bureau ovale, à droite du portrait de Washington.

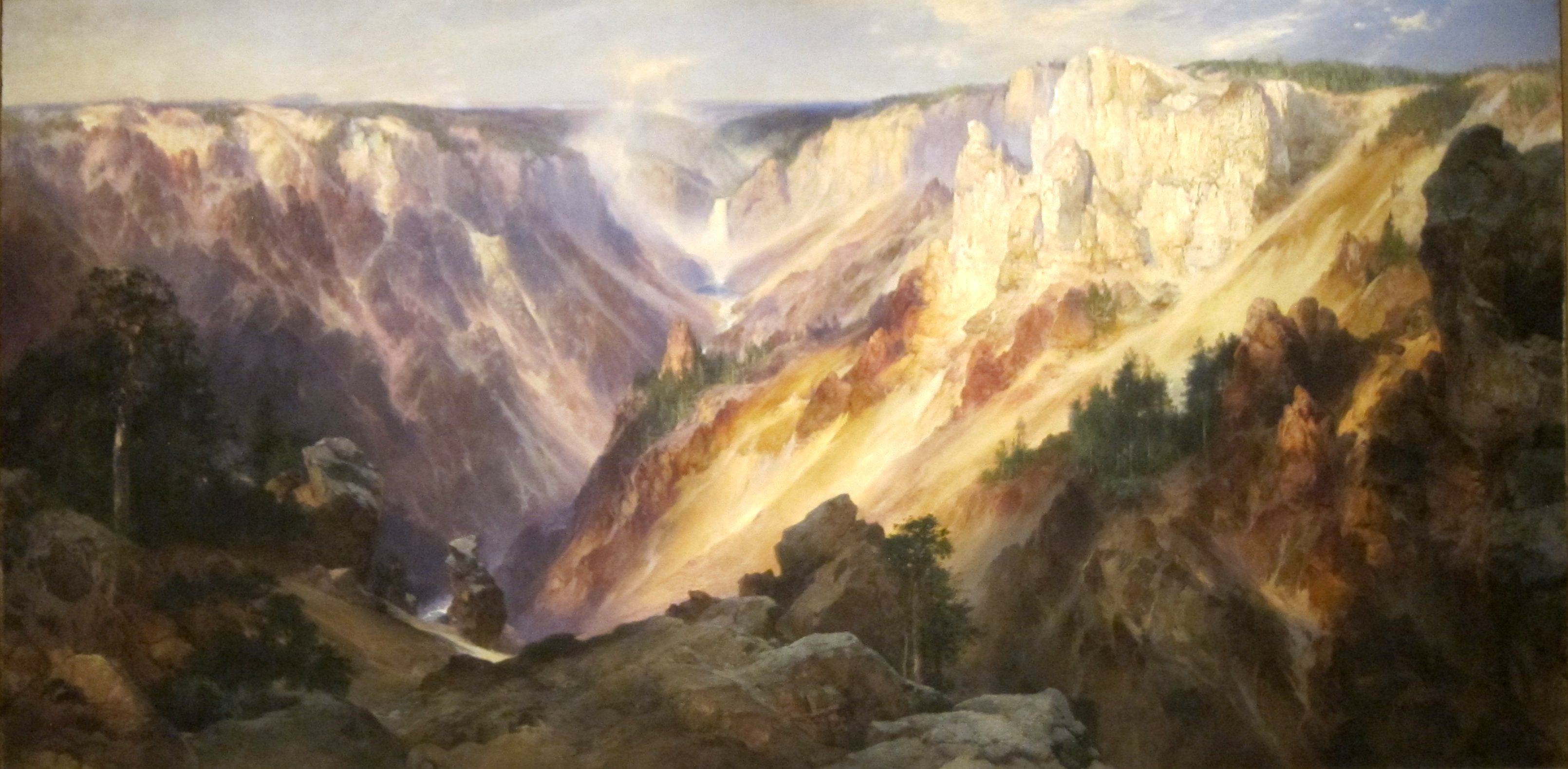
Grand Canyon of the Yellowstone, 1905, Honolulu Museum of Art, Honolulu

## Hommages
- (10372) Moran, astéroïde.

## Source
- (en) Cet article est partiellement ou en totalité issu de l’article de Wikipédia en anglais intitulé « Thomas Moran » (voir la liste des auteurs).